# Rothenseer Busch
Der Rothenseer Busch war ein Auwald auf dem heutigen Gebiet der Stadt Magdeburg.
Er lag östlich der Schrote und westlich des Dorfes Rothensee. Im Süden reichte er etwa bis zur heutigen Curiestraße.
Der Wald wurde 1377 erstmals urkundlich erwähnt und gehörte dem Magdeburger Magdalenenkloster. Durch den Rothenseer Busch führte als Verbindungsstraße nach Rothensee der Schöppensteg.
1803 wurde der Wald auf Anordnung des Dompropstes weitgehend abgeholzt. Restliche Bestände wurden 1813 durch das französische Militär eingeschlagen, um ein freies Schussfeld für die Festung Magdeburg zu erhalten.
Teile des Waldes dienten bereits früh als Ausflugsziel der Magdeburger. In einem Teil des Gebiets entstand der Vogelgesang-Park Magdeburg. Im Übrigen wird das Gebiet heute durch Wohn- u Gewerbebebauung genutzt.